# Cabra moncaína
La cabra moncaína es una raza autóctona española originaria del macizo montañoso del Moncayo, que forma parte de las comunidades autónomas de Aragón y Castilla y León.
Está incluida en el Catálogo Oficial de Razas de Ganado de España del Ministerio de Agricultura, Pesca y Alimentación con la catalogación de raza en peligro de extinción, y es producto de la interacción de la antigua cabra pirenaica con las poblaciones caprinas locales del Sistema Ibérico, por lo que se considera una variedad del primitivo conjunto caprino pirenaico, y es pariente próximo de la cabra del Guadarrama.
Se trata de animales de gran belleza, de perfil recto o ligeramente subcóncavo, eumétricos y de proporciones mediolíneas. Con pelo largo y abundante, presenta dos variedades principales: la negra, con tonalidades rojizas en las puntas, y la orita, con degradaciones claras que van desde el blanco al marrón. En las hembras los cuernos son de mediano tamaño, en forma de arco y dirigidos hacia atrás (tipo aegagrus), mientras que los de los machos son más desarrollados, dirigidos hacia atrás y hacia fuera, siendo una mezcla de aegagrus y prisca. Los machos presentan barba muy desarrollada, y las hembras pueden o no tener perilla.
Fue muy apreciada en los años 1940-1950, y en sus mejores momentos adquirió gran importancia en zonas de Aragón, La Rioja, Navarra y Castilla y León. En 1999 estuvo a punto de desaparecer, pero una rápida intervención y la creación de una asociación para su protección permitió que en 2009 hubiese más de 1500 ejemplares inscritos en su libro genealógico.
Llegó a estar presente tanto en Aragón como en Castilla y León, pero en la actualidad el reducido número de ejemplares se distribuye principalmente en la provincia de Zaragoza, con un núcleo principal en la comarca del Aranda, aunque también está presente en las provincias de Huesca y Teruel. Su uso productivo principal es la carne, se comercializa como cabrito, aunque en algunas poblaciones se explota con aptitud mixta debido a sus buenas cualidades lecheras, elaborando quesos a partir de la leche.